# Spice Up Your Life
Spice Up Your Life – piąty singel popularnej w latach 90. żeńskiej popgrupy Spice Girls, i pierwszy z ich drugiej płyty Spiceworld (1997). Napisany w rytmach latynoskiego popu przez Spicetki, które współpracowały z Richardem Stannardem i Mattem Rowem, producentami singla oraz wytwórną Virgin Records. Wydany w październiku 1997 roku stał się jednym z największych przebojów Spicetek w Europie i szybko zyskał uznanie i sławę. B-sidem singla jest specyficzny utwór „Spice Invaders”.

## Wykonanie
Praktycznie przez cały czas wszystkie zwrotki śpiewają wszystkie członkinie Spice Girls. Wyjątek stanowi refren, gdzie Mel B śpiewa trzy wersy (Colours of the world... Every boy and every girl... People of the world...), po których Emma, Geri i Victoria „wykrzykują” tytułowy wers (Spice Up Your Life!). Melanie C śpiewa w drugiej części refrenu (If you’re having a good time... If you know how to feel fine...).
Prócz tego w trzeciej zwrotce każda z dziewcząt śpiewa solowy wers:
- „Flamenco” – Geri (potem Mel C)
- „Lambada” – Mel C
- „But hip-hop is harder” – Mel B
- „We Moonwalk the Foxtrot” – Victoria
- „Then Polka the Salsa” – Emma

Na trasie „Return of the Spice Girls” utwór został zaśpiewany jako pierwszy i ostatni. Różnica polegała na tym, że drugie wykonanie było zremixowane przez Spicetki i zaśpiewane w innej formie (m.in. po każdym solowym wersie był fragment pasującego tańcem utworu, pojawił się akcent tańca irlandzkiego). Spice Girls kończyły tym utworem każdy koncert po reaktywacji.

## Teledysk
Muzyczne wideo wyreżyserowane przez Marcusa Nispela było jednym z najbardziej rozpoznawalnych teledysków. Akcja odbyła się w świecie przyszłości, satyrycznie zdominowanym przez styl i muzykę Spice Girls. Nawiązuje to do tytułu ich drugiego albumu „Spiceworld”. Dziewczyny lądują pojazdem kosmicznym w mieście, latają na deskach surfingowych i są oglądane przez publiczność w telewizji. W teledysku pojawiły się też fragmenty z muzycznego wideo „Wannabe” i „Say You’ll Be There”.

## Daty wydania i certyfikaty
- 13 października 1997 – Wielka Brytania
- 21 października 1997 – USA
- 22 października 1997 – Japonia
- Australia, Szwecja, Wielka Brytania – platyna
- Francja, USA, Holandia – złoto